# Christian Liljegren
Per Christian Liljegren, é mais conhecido por ser o vocalista e letrista principal da banda da sueca de white metal e power metal melódico Narnia. Por ser cristão, escreve composições quase sempre relacionadas à fé e vida espiritual, mas não deixando de lado alguns temas e conflitos cotidianos.
Liljegren também trabalhou como frontman das bandas de metal Audiovision, Divinefire, Flagship e Wisdom Call, essas duas primeiras com maior reconhecimento do público. Ele também é o proprietário da Liljegren Records, selo que apresenta bandas como Crimson Moonlight, Sanctifica, Grimmark, Harmony, Veni Domine e Majestic Vanguard, além da própria Divinefire.
Ele havia mudado seu sobrenome para Rivel, optando por levar o sobrenome de sua esposa quando eram casados. Após o divórcio, em 2008, ele mudou seu nome de volta para Liljegren. Alguns fãs, ainda assim, o associam pelo sobrenome desse casamento.
Para decepção desses, em 29 de abril de 2008, Christian anunciou sua saída do Narnia - notadamente seu maior trabalho -, sendo então substituído nos vocais da banda pelo uruguaio Germán Pascual, mostrando o cuidado da banda com a estética do grupo, já que são fisicamente semelhantes, além é claro, da qualidade e do nível da banda.
Entretanto, não houve conflitos entre os membros da banda. Christian informou apenas que tinha que dar descanso ao seu corpo. Algo que pode sustentar essa informação seria o fato de que posteriormente Christian continuou os trabalhos ao lado do então ex-parceiro de Narnia, Carl Johan Grimmark (também das bandas Rob Rock e Saviour Machine), ainda pelo Divinefire. Curiosamente, antes do encerramento dos trabalhos da mesma, Christian ainda dividiu os vocais da Divinefire com o próprio Germán Pascual, no CD Eye of the Storm (2011).
Algum tempo depois da saída do Narnia, o compositor e cantor mais uma vez voltou à ativa, dessa vez como vocalista em uma nova banda chamada Golden Resurrection, onde gravou 3 cds. Seu álbum de estreia foi lançado em novembro de 2010. Paralelamente continuou os trabalhos pelo Audiovision. Com o recente retorno da banda Narnia, ele também retornou à banda, onde lançou um novo álbum em 2016.

## Discografia

### Venture
- The Wonderous Diamond (1988)

### Trinity
- Soldiers Of Freedom (1988)

### Borderline
- 5 Track Demo Cassette (1989)
- 7" Vinyl Single - Fri/Calling (1989)
- 3 Track Demo Cassette (1990)
- 7" Vinyl Single - I Can't Live Without Your Love/ Let Me Rest In Your Arms (1991)

### Modest Attraction
- Modest Attraction (5 Track Demo Cassette) (1991)
- II - (5 Track Demo Cassette) (1992)
- Get Ready (1992)
- Blizzful Zample (1993)
- The Truth In Your Face (1994)[3]
- Modest Christmas (Single) (1994)
- Divine Luxury (1996)[3]

### Narnia
- Awakening (1998)
- Long Live the King (1999)
- Desert Land (2001)
- The Great Fall (2003) (Not released in Japan)
- At Short Notice... Live in Germany (2006)
- Enter the Gate (2006)
- Decade of Confession (2007)
- Narnia (2016)
- From Darkness to Light (2019)

### Beautiful Mind
- Hero (3 Track Demo) (2002)

### Divinefire
- Glory Thy Name (2004)
- Hero (2005)
- Into a New Dimension (2006)
- Farewell (2008)
- Eye of the Storm (2011)

### Audiovision
- The Calling (2005)
- Focus (2010)

### Golden Resurrection
- Glory to my King (2010)
- Pray For Japan (Single) (2011)
- Man with a Mission (2011)
- One Voice for the Kingdom (2013)

### Flagship
- Mayden Voyage (2005)

### Wisdom Call
- Wisdom Call (2001)

### Carreira Solo
- Ett Liv Jag Fått Att Leva (2002)